# 스페셜 포스 (2003년 비디오 게임)
《스페셜 포스》는 이슬람 조직 헤즈볼라가 발행한 일인칭 슈팅 게임이다. 게임의 슬로건은 “힘과 승리의 게임에서 당신의 적과 싸우고 저항하며 파괴하라”이다.

## 게임 방식
게임의 배경은 1982년에서 2000년 사이에 일어난 레바논과 이스라엘 사이의 남부 레바논 분쟁이다. 플레이어는 이슬람 저항군이 되어 나이프, 권총, 수류탄, AK-47을 들고 이스라엘 병사들에 대항하며 그들의 레바논 침공을 막아내야 한다. 훈련실에서는 플레이어가 2003년 당시 총리였던 아리엘 샤론 같은 이스라엘 정부 고위직의 얼굴을 담은 포스터에 연습 사격을 할 수 있다.
게임에서 좋은 활약을 보이면 헤즈볼라의 지도자 하산 나스랄라에게 인정을 받고, 이스라엘 군에 의해 사망한 헤즈볼라의 ‘순교자’들을 열거하며 게임은 끝난다.

## 의도
헤즈볼라의 마흐무드 라야는 《스페셜 포스》가 미국인 영웅들이 아랍인 악당을 물리치게 하는 외국 컴퓨터 게임에 대항하기 위해 만들어졌다고 말한다. 또한 게임 제작을 결정한 것은 미디어 전쟁에서 이스라엘을 이기는 데 도움이 될 거라 생각한 헤즈볼라의 고위 간부로, 게임이 젊은이들에게 저항군을 소개하고 나아가 저항군 투사의 입장이 됨으로써 정신적이고 개인적인 훈련을 제공한다고 말했다.

## 반응
헤즈볼라의 마흐무드 라야에 따르면 게임은 레바논에서 2주 만에 수천 장이 팔렸다고 한다. 하지만 게임상의 공격 대상인 이스라엘의 외무부 대변인 론 프로저는 이 게임을 게임이 아니라 ‘평화의 모든 가능성을 방해하는 교육 과정의 하나’로 본다고 말했다.

## 유사한 게임
2000년, 시리아의 학생들은 《돌을 던지는 자》라는 게임을 만들어 팔레스타인이 이스라엘에 대항하는 것을 축하했고, 《언더 애쉬》라는 게임은 팔레스타인 사람이 되어 이스라엘 병사와 정착민들을 목표로 할 수 있다.
또한 백인우월주의를 표방하는 레지스탕스 레코드에서 개발한 《인종청소》는 플레이어가 흑인, 라틴 아메리카인, 유대인, 아시아인을 학살하는 게임이다.
미국 육군에서는 군입대를 장려하는 《아메리카즈 아미》를 발매하고 있고, 사담 후세인 체포 작전 등 현실 세계에서 일어난 사건을 에피소드 형식으로 제공하는 《쿠마 워》도 있다.

## 참조
1. 1 2 3 4 5 6  Hezbollah computer game takes propaganda war on Israel to virtual battlefield 보관됨 2006-04-24 - 웨이백 머신 - News Tribune
2. 1 2 3  Hezbollah's new computer game 보관됨 2004-01-03 - 웨이백 머신 - WorldNetDaily